# Швентиненталь
Швентинента́ль (нем. Schwentinental) — город в Германии, расположен в земле Шлезвиг-Гольштейн.

## География
Швентиненталь находится к востоку от Киля, на реке Швентине, которая ограничивает территорию города с севера. На востоке расположены озёра Гольштейнской Швейцарии и соседний город Прец.

## История
История деревень Клаусдорф и Райсдорф начинается примерно 1000 лет назад. Обе деревни впервые упоминаются в документе от 9 декабря 1224 года, когда любекский епископ передал десятину нескольких деревень Прецкому монастырю. В то время Райсдорф назывался Radwersdorp, а Клаусдорф — Vruwenhuthe.
19 ноября 1369 года Хинрик Блок продал Райсдорф Прецкому монастырю. Следующее упоминание о Клаусдорфе связано с восстанием фарубинеров, которое было мирно завершено 12 октября 1544 года братьями Колиным Шефером и Лоеном Шефером. 1 января 1965 года Райсдорф стал независимой общиной, не подчиненной управлению амта.
Фрауенхуте была переименована в Никлаусторп в 1233 году в честь местной часовни, посвящённой Святому Николаю.
Обе деревни благодаря своему привлекательному зелёному расположению на окраине Киля значительно увеличили численность населения в последние десятилетия XX века: до примерно 6000 человек в Клаусдорфе и 7600 в Райсдорфе, оставаясь при этом независимыми общинами. В начале 2000-х годов Государственная счётная палата Шлезвиг-Гольштейна выразила обеспокоенность большим количеством мелких административных единиц в регионе. В ответ правительство инициировало административную реформу, целью которой было создание единиц с населением более 8000 человек, чтобы иметь возможность нанять профессионального мэра и самостоятельно выполнять административные функции. Поскольку ни Райсдорф, ни Клаусдорф не достигли этого порога, было предложено их объединение.
Река Швентине, соединяющая оба населённых пункта и являющаяся их важным элементом, стала естественным выбором для названия нового города. Однако имя «Швентинеталь» уже использовалось для устья реки, где курсировали туристические корабли. Чтобы сохранить связанное с рекой название, но отличаться от судоходной компании, был выбран вариант «Швентиненталь».
Город был официально основан 1 марта 2008 года. Министр-президент Петер Гарри Карстенсен и министр внутренних дел Лотар Хай передали городу, ставшему 64-м по счёту в Шлезвиг-Гольштейне, городские права и приветственный чек на сумму 100 000 евро. С населением около 14 000 человек Швентиненталь стал значительно больше, чем районный центр Плён. С марта 2008 года Швентиненталь также ведёт административные дела для амта Зелент/Шлезен.